# Karina Skibby
Karina Skibby (født 16. juni 1965) er dansk tidligere cykelrytter (landevejscykling), datter af Willy Skibby og søster til Jesper Skibby, begge tidligere professionelle cykelryttere.
Blandt karrierens største resultater er to nordiske mesterskaber i linjeløb (1990, 1991), fire danmarksmesterskaber i linjeløb (1985, 1989, 1990, 1991), to danmarksmesterskaber i enkeltstart (1985, 1986) samt vinder af Luzern 1992. Hun har desuden deltaget i OL to gange og været nummer to på verdensranglisten.
Skibby deltog første gang ved OL i 1988 i Seoul, hvor hun stillede op i linjeløbet. Her kom hun med feltet i mål og blev nummer 42. Hun stillede også op i linjeløbet ved OL 1992 i Barcelona, hvor hun også var med hovedfeltet hjem, men her var længere fremme og endte som nummer elleve.
Karina Skibby er gift med den ligeledes tidligere cykelrytter Jørgen Marcussen. Parret boede i Jørgens hjemby, Gadevang, indtil 2018. Nu bor parret og deres datter Ida-Marie i Rønne på Bornholm. Hun arbejder i dag som afdelingsleder ved Hjorts Keramik